# Compagnia/Piccoli tradimenti
Compagnia/Piccoli Tradimenti è un 45 giri di Riccardo Fogli pubblicato nel 1982.
Il lato A "Compagnia", scritto da Guido Morra per il testo e da Maurizio Fabrizio per la musica, venne inserito nell'omonimo album pubblicato nello stesso anno; il lato B "Piccoli Tradimenti", scritto da Morra e dallo stesso Fogli per il testo e da Fabrizio per la musica, non venne incluso nell'lp